# Канчі Ґанді
Канчіпурам (Канчі) Натараджан Ґанді (англ. Kancheepuram Natarajan Gandhi; 28 січня 1948, Індія) — старший реєстратор номенклатури та бібліограф у Гарвардському університеті на кафедрі ботаніки в гербарії та бібліотеках Гарвардського університету (HUH та HUL). Він керує проєктом ботанічної класифікації для ідентифікації та класифікації всіх рослин Західного світу (Нового Світу) завдяки своїй ролі в Гарварді, де нещодавно прийнята Гарвардом «політика оцифрування з відкритим доступом» передає у суспільне надбання більшість зображень рослин, які він та інші класифікували та зберегли.
Він відомий своєю тривалою роллю у співпраці між Королівськими ботанічними садами в К'ю, гербарієм Гарвардського університету та Австралійським національним гербарієм у розробці Міжнародного покажчика назв рослин – бази даних назв та пов'язаних з ними бібліографічних даних про насінні рослини, папороті та плауни.

## Біографія
До свого працевлаштування в Гарвардському університеті в 1990-х роках він був науковим співробітником в Університеті Північної Кароліни в Чапел-Гілл (січень 1990 – липень 1995). До цього він викладав ботаніку в Університеті Калікут у Кералі, Південна Індія.
Ґанді часто їздить до Індії, щоб читати лекції з систематики судинних рослин, номенклатури рослин, морфології рослин, географії рослин та таксономії рослин, особливо родин айстрових та злаків, як він це робив у 2012, 2013,  2014   та 2017 роках, для зустрічей зі своїми колишніми студентами в Індії, які займаються  ботанікою або змінили сферу діяльності та для передачі свого досвіду ботанікам в Індії.
Його поточні проекти включають:
- Індексування назв судинних рослин Нового Світу;
- Оновлення файлів бази даних про авторів, колекціонерів та публікації;
- Аналіз номенклатурних проблем для Старого та Нового Світу;
- Бібліографія назв судинних рослин
- Міжнародний покажчик назв рослин
- Таблиці пошуку гербаріїв Гарвардського університету (HUH)
- Проект «Флора Північної Америки».

## Освіта
- Доктор філософії, з ареалів/ботаніки, Техаський університет A&amp;M, 1984 – 1989.
- Магістр, біологія, Університет Луїзіани в Монро, 1982 – 1984.

## Нагороди
- 2010 – «Нагорода за видатні заслуги» від Американського товариства таксономістів рослин

## Вибрані публікації
- Wiersema, J., Gandhi, K. (385–388) "Proposals to amend Articles 32.2, 23.5, and 24.2 to clarify the treatment of transcribed Greek terminations of epithets".  Taxon (2016).
- McNeill, J., Barrie, F., Gandhi, K., Hollowell, V., Redhead, S., Söderström, L., Zarucchi, J.  "Report of the special committee on publications using a largely mechanical method of selection of types (Art. 10.5(b)) (especially under the American code)". Taxon (2016).
- McNeill, J., Barrie, F., Gandhi, K., Hollowell, V., Redhead, S., Söderström, L., Zarucchi, J.  "(391–396) proposals to amend the provisions of the code on selection of types of generic names using a largely mechanical method". Taxon (2016)
- Flagg, R., Smith, G., Garland, M., Gandhi, K. "(2481) proposal to conserve the name Amaryllis atamasco (Zephyranthes atamasco) with that spelling (Amaryllidaceae)". Taxon (2016).
- Gandhi, K. "Dan Henry Nicolson (1933-2016): A personal remembrance". Taxon (2016).
- Gandhi, K. "Staghorn Sumac: Rhus typhina or R. hirta (Anacardiaceae)" https://dx.doi.org/10.3119/15-37, Rhodora vol. 118, issue 974 (2016) pp. 232–234 Published by New England Botanical Club.
- Barkworth, M., Cialdella, A., Gandhi, K. "Piptochaetium fuscum (Nees ex Steud.), a new combination replacing Piptochaetium setosum (Trin.) Arechav".  PhytoKeys, vol. 35 (2014) pp. 17–22.
- Tucker, G., Gandhi, K. "Nomenclatural Notes on Neotropical Cyperus (Cyperaceae)".  Harvard Papers in Botany, vol. 18, issue 2 (2013) pp. 149–154 Published by Harvard University Herbaria.
- Gandhi, K. N., Young, S. M. & Somers, P. 2003. "A Reassessment of the Taxonomy of Liatris borealis Nutt. ex J. McNab and Lacinaria scariosa var. novae-angliae Lunell (Asteraceae)". Taxon 52(2): 313-318.
- Hatch, S. L., Gandhi, K. N. & Brown, L. E. 1990. "Checklist of the Vascular Plants of Texas". Texas Agricultural Communication, Misc. Pub. 1655. 157 pages.
- C. J. Saldanha & Nicolson, D. H. (eds.). 1976. "Flora of Hassan District, Karnataka, India". With contributions by ... K. N. Gandhi ... Published for the Smithsonian Institution and the National Science Foundation, Washington, D.C., by Amerind Publishing Co., Pvt. Ltd., New Delhi (India). 915 pages.
- Gandhi, K. N., Wiersema, J. H. & Soreng, R. J. 2001. "Proposal to conserve the name Bouteloua gracilis (Kunth) Griffiths against B. gracilis Vasey (Poaceae)". Taxon 50: 573-575.
- Gandhi, K. N. 1999. "Nomenclatural novelties for the Western Hemisphere Plants-II". Harvard Pap. Bot. 4(1): 295-299.
- Gandhi, K. N. & Fryxell, P. A. 1990. "Nomenclatural note on Eupatorium fistulosum (Asteraceae)". Sida 14: 129-131.
- Gandhi, K. N & Kartesz, J. T. 1993. "Five miscellaneous proposals to amend the Code". Taxon 42: 180-182.

## Особисте життя
Ґанді одружений, живе на захід від Бостона, а його донька — студентка-медик . Він вегетаріанець усе своє життя та член Бостонського вегетаріанського товариства.

## Зовнішні посилання
- Профіль BHL для Канчі Н. Ґанді
- Гарвардський музей природної історії
- Гербарій Гарвардського університету
- Профіль Канчі Натараяна Ґанді в гербарії та бібліотеках Гарвардського університету
- Контактна сторінка гербаріїв та бібліотек Гарвардського університету для Канчі Натараяна Ґанді
- Канчі Ґанді у соціальній мережі «LinkedIn»
- Профіль Канчі Натараджана Ґанді з гербарію Гарвардського університету на Mendeley.com
- Публікації Канчі Ґанді, на «ResearchGate»(англ.)